# Heinrich Beer (Richter)

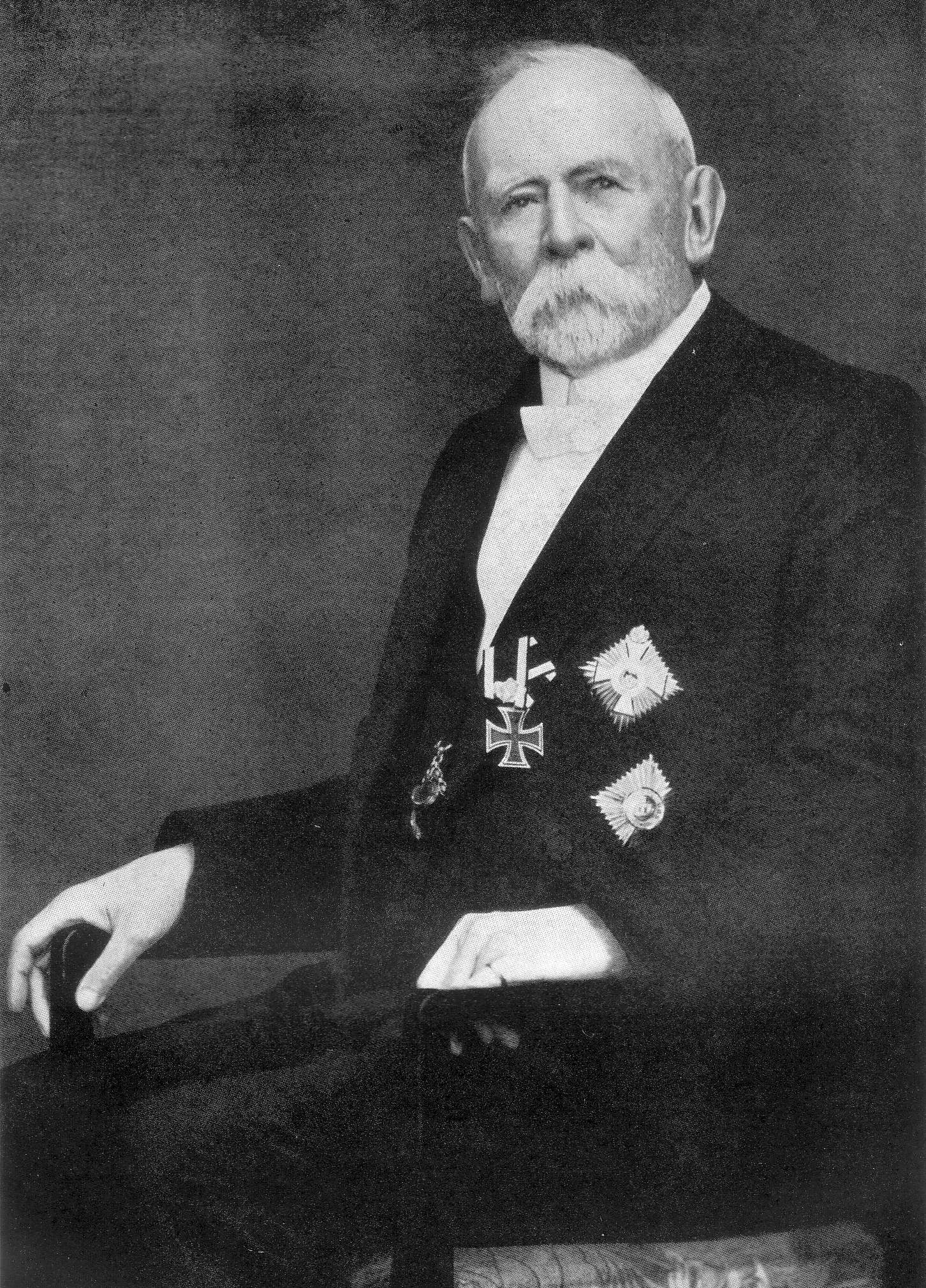
Heinrich Beer

Heinrich Beer (* 26. Februar 1829 in Gleiwitz, Oberschlesien; † 20. März 1926 in Leipzig) war ein deutscher Richter.

## Leben
Beer war Sohn des Majors der Gendarmerie Ernst Beer und dessen Ehefrau Mathilde geb. Elsner von Gronow. Er wuchs in Gleiwitz und nach Versetzung des Vaters in Oppeln auf, wo er 1847 die Abiturprüfung bestand.
Zu Beginn des Wintersemesters 1847/48 immatrikulierte Beer sich an der Schlesischen Friedrich-Wilhelms-Universität Breslau und belegte Rechts- und Kameralwissenschaften. Fast zeitgleich wurde er am 21. Oktober 1847	Fuchs im Corps Silesia Breslau. 1848 recipiert, zeichnete er sich als Fuchsmajor, Consenior und Senior aus. Ab 1. April 1849 leistete er Militärdienst als Einjährig-Freiwilliger in der 6. Kompanie des 11. Infanterieregiments in Breslau. Nach dem Staatsexamen wurde er im Oktober 1850 Auskultator am Kreisgericht Oppeln und 1852 in Bromberg, wo er auch im September 1852 seine Referendarprüfung ablegte. Nach der Tätigkeit als Gerichtsreferendar von 1852 bis 1855 erfolgte 1856 die Ernennung zum Gerichtsassessor und im Januar 1856 die Anstellung als Staatsanwaltsgehilfe in Inowraclaw.
Am 26. Februar 1857 heiratete Beer Margarethe Langenmeyer. Aus der Ehe gingen zwei Töchter hervor. 1861 wurde er Staatsanwalt und gleichzeitig nach Kreuzburg versetzt. 1867 war er in gleicher Funktion in Oppeln tätig und schließlich 1869 als Richter an das Kreisgericht in Bromberg berufen. 1870/71	nahm Beer am Deutsch-Französischen Krieg als Offizier teil und wurde zum Major der Landwehr befördert. Nach Rückkehr aus dem Krieg wurde er noch 1871 Richter am Appellationsgericht Ratibor und 1875 Präsident der kaiserlichen Disziplinargerichtskammer in Oppeln. 1879 erfolgte die Versetzung an das Oberlandesgericht Breslau. 1881/1882 war Beer als Richter im I. Hilfssenat an das Reichsgericht Leipzig abgeordnet und war dann ab 31. Juli 1882 Präsident des Landgerichts Liegnitz. Am 1. April 1885 erfolgte seine letzte berufliche Versetzung, er wurde Richter am Reichsgericht Leipzig und zwar als Mitglied des V. Zivilsenats, zuständig für Bergrecht. Am 1. Mai 1909 trat Beer in den Ruhestand. Er wurde 97 Jahre alt.

## Ehrungen
Beer erhielt im Krieg 1870/71 1870/71 das Eiserne Kreuz II. Klasse und die Landwehrdienstauszeichnung I. Klasse. Später wurde er mit verschiedenen Stufen des Roten Adlerordens ausgezeichnet, zuletzt am 1. Mai 1909 mit dem Stern zum Roten Adlerorden II. Klasse mit Eichenlaub. Die juristische Fakultät der Universität Leipzig verlieh ihm 1904 die Würde eines Ehrendoktors. Bei Silesia war er Ehrenmitglied.

## Werke
- Dichtungen, Breslau: Verlag Trewendt und Granier, 1853.
- Der Graf von Gleichen (Trauerspiel in 5 Aufzügen). In: Deutsche Dramaturgie – Zeitschrift für dramatische Kunst und Literatur, 2 (1895/1896), S. 354–357 und S. 381–389 sowie 3 (1896/1897), S. 17–24